# Ejército Mambí
El Ejército Libertador de Cuba, conocido coloquialmente como Ejército Mambí, fue un ejército independentista de tipo irregular surgido en el último tercio del siglo XIX para lograr la secesión de Cuba del Reino de España, y la abolición de la esclavitud en el país, durante la Guerra de los Diez Años, Guerra Chiquita, y la Guerra Necesaria.
Luego de terminada oficialmente dicha guerra, los últimos rebeldes independentistas continuaron resistiendo hasta inicios de 1879. Meses después, en el verano de ese mismo año, se inició la llamada Guerra Chiquita, que duró poco más de un año, hasta finales del año 1880.
Durante la primera guerra mencionada, los cubanos causaron 80 mil bajas definitivas al ejército de operaciones de España en Cuba; a pesar de contar solo con ocho mil hombres mal armados, peor alimentados y vestidos, y sin paga.
Ni la Guerra de los Diez Años, ni la Guerra Chiquita consiguieron la independencia de Cuba, por lo que las hostilidades se reanudaron en la Guerra del 95 (1895-1898), en la que perecieron otras decenas de miles de españoles.
En las dos primeras guerras, también se reclamaba la abolición de la esclavitud. Sin embargo, esta fue abolida finalmente en 1886, por lo que la Guerra del 95 (1895-1898) fue exclusivamente por la causa independentista.
Finalmente, luego de treinta años de lucha, la inminente victoria de los mambises fue impulsada y reforzada con la intervención militar de Estados Unidos en 1898.
El Ejército Libertador de Cuba estuvo activo en un primer período entre 1868 y 1880, durante la ya mencionada Guerra de los Diez Años (1868-1878) y la Guerra Chiquita (1879-1880). Luego, volvió a estar activo en un segundo período, durante la Guerra del 95 o Guerra Necesaria, entre los años 1895 y 1899, cuando fue finalmente licenciado.
Al ser un ejército guerrillero de tipo irregular, el ejército libertador de Cuba no contaba con artillería, salvo las pocas piezas que le pudieron arrebatar esporádicamente al ejército español. Su fuerza principal radicaba en la caballería, fundamentalmente armada con machetes y algunos sables, con apoyo de infantería escasamente dotada con armas de fuego y pocas municiones. Tampoco poseía marina de guerra, pero sí recibía el apoyo esporádico de expediciones marítimas que arribaban desde el exterior del país.

## Después de su licenciamiento definitivo
Durante la república (1902-1958), existieron movimientos de patriotas y veteranos, conformados por los antiguos mambises licenciados. Estas asociaciones se opusieron frecuentemente a los corruptos gobiernos de la Cuba de la época, participando en los alzamientos de 1906, 1912, 1917 y 1933.
Tras el triunfo de la Revolución Cubana en 1959, todavía quedaban vivos algunos pocos veteranos del Ejército Libertador. Los últimos generales mambises que fallecieron fueron Enrique Loynaz del Castillo en 1963 y Daniel Gispert en 1964. Los últimos sobrevivientes fueron falleciendo progresivamente de causas naturales en las décadas de 1960, 1970 y 1980. El último veterano mambí en fallecer fue Juan Fajardo Vega en 1990, a los 108 años, quien había sido miembro del Ejército Mambí en su adolescencia.
Cabe destacar que casi todos los presidentes de la república entre 1902 y 1940 habían sido oficiales del Ejército Libertador durante la Guerra del 95. Así tenemos que José Miguel Gómez (1909-1913) y Mario García Menocal (1913-1921) habían sido mayores generales, Gerardo Machado (1925-1933) había sido brigadier y los también presidentes Carlos Manuel de Céspedes y Quesada (1933), Carlos Mendieta (1934-1935) y Federico Laredo Brú (1936-1940) habían sido coroneles.
Igualmente, podemos agregar que Tomás Estrada Palma (1902-1906) había sido presidente del gobierno de la República de Cuba en Armas en 1876-1877, durante la Guerra de los Diez Años y sucesor de José Martí como delegado del Partido Revolucionario Cubano en 1895. Alfredo Zayas (1921-1925) era hermano del Mayor General Juan Bruno Zayas, quien murió combatiendo en la Guerra del 95, y Miguel Mariano Gómez (1936) era hijo del ya mencionado general y presidente José Miguel Gómez. Cabe destacar que el presidente provisional Carlos Manuel de Céspedes y Quesada (1933) era hijo póstumo del Padre de la Patria Carlos Manuel de Céspedes (1819-1874) quien inició la primera guerra de independencia cubana en 1868.

## Grados militares
Los grados militares en el Ejército Libertador estaban en correspondencia con los cargos y jefaturas desempeñados, avalados por la Ley de Organización Militar.
Los grados superiores eran el de mayor general y el de general de brigada (brigadier), cuyos distintivos eran dos estrellas doradas y una plateada, respectivamente, que se colocaban a ambos lados del cuello de la camisa. A inicios de la Guerra de los Diez Años, también existió de manera efímera, el grado de teniente general, que posteriormente fue corregido a brigadier.

La bandera de Yara, ondeada por Carlos Manuel de Céspedes y sus seguidores durante los primeros meses de la Guerra Grande. Fue sustituida por la actual bandera oficial durante la Asamblea de Guáimaro (1869).

Durante la Guerra de los Diez Años y la Guerra Chiquita no existió el grado de general de división. El Brigadier Ramón Leocadio Bonachea, conocido por ser el último alto oficial mambí en deponer las armas en abril de 1879, recibió posteriormente de forma especial el diploma que lo acreditaba como general de división por su resistencia a ultranza a acogerse a la paz sin independencia firmada en el Pacto del Zanjón de febrero de 1878.
Sin embargo, esto fue una excepción, pues dicho grado no se creó oficialmente en el Ejército Libertador hasta el estallido de la Guerra Necesaria. Tras la creación formal de dicho grado, los mayores generales pasaron a ostentar tres estrellas, los generales de división pasaron a tener dos estrellas y los generales de brigada conservaron la estrella solitaria.
Los primeros oficiales: comandante, teniente coronel, coronel, usaban de una a tres estrellas plateadas y estaba establecido llevarlas en las hombreras.
Los grados subalternos eran capitán, teniente y subteniente (alférez), los cuales portaban estrellas de menor tamaño. Los grados de las denominadas clases eran: sargento de primera, sargento de segunda y cabo.
En 1895, a inicios de la Guerra Necesaria, se creó de forma especial el grado de lugarteniente general para el hasta entonces Mayor General Antonio Maceo. Dicho grado implicaba que Maceo era el lugarteniente del general en jefe Máximo Gómez. Tras la muerte en combate de Maceo en 1896, dicho grado especial pasó al hasta entonces Mayor General Calixto García. El lugarteniente general portaba los mismos distintivos de los mayores generales.

## Estructura militar durante la Guerra del 68
La organización del Ejército Libertador durante la Guerra de los Diez Años se estableció en 1869: Desde el inicio, los jefes de las fuerzas revolucionarias fueron los líderes naturales de las diferentes regiones, de ahí que la ley militar de julio de 1869 fuera un reflejo de ello al dividir la isla en cuatro estados militares distribuidos en distritos que abarcaban una o varias jurisdicciones. El 9 de julio quedaba constituido el ejército de la siguiente forma:

### Comandante en Jefe
- Jefe del Estado Mayor
- Jefe de Artillería
- Brigadier Mayor de Órdenes
- Departamento de Sanidad

### Primera División: Ejército de Camagüey-Tunas
- Primera Brigada
- Segunda Brigada
- Tercera Brigada
- Cuarta Brigada
- Quinta Brigada
- Sexta Brigada
- Primer Batallón
- Segundo Batallón
- Tercer Batallón

### Segunda División: Ejército de Oriente
- Primera Brigada
- Segunda Brigada
- Tercera Brigada

### Tercera División: Ejército de Las Villas
- Primera Brigada
- Segunda Brigada
- Tercera Brigada

## Estructura militar durante la Guerra del 95
Al comenzar la Guerra del 95 se crearos varios cuerpo de gran magnitud en cuanto a despliegue militar, uno de ellos fue el Cuarto Cuerpo del Ejército Libertador con base de operaciones en Las Villas.
Después de concluida la campaña de Invasión a Occidente en 1896, las fuerzas del Ejército Libertador quedaron organizadas en seis cuerpos de ejército con catorce divisiones, 34 brigadas y 84 regimientos, de los cuales 34 eran de caballería y 50 de infantería y otras fuerzas.
Esta estructura respondía a la distribución territorial más que a la cifra de efectivos, que alcanzó al final de la guerra alrededor de 53 574 hombres (5 536 oficiales), de ellos solo unos 25 000 armados. Entre los oficiales habían 22 mayores generales, 23 generales de división, 68 generales de brigada, y 205 coroneles.

### Comandancia General
La Comandancia General del Ejército Libertador estaba compuesta por:
- Gobierno Consejo de Gobierno, Cuartel Maestre y Asistentes
- Cuartel Maestre del Ejército (Cuartel General del General en Jefe)
- Inspector general (Inspección General del Ejército)
- Cuerpo de Sanidad Militar (Sanidad Militar)
- Cuerpo de Expediciones (Departamento de Expediciones)
- Oficiales no asignados (Jefes y oficiales excedentes y sus Escoltas)
- Cuerpo de Prensa (Redacción de El Cubano Libre)
- Cuerpo Jurídico (Cuerpo Jurídico)
- Cuartel Maestre del Departamento (Cuartel General del Departamento de Santiago de Cuba)
- Cuartel Maestre del Departamento (Cuartel General del Departamento de Santa Clara)

### Primer Cuerpo
El Primer Cuerpo del Ejército Libertador se constituyó en la Guerra de los Diez Años y estuvo activo hasta finalizar la Guerra del 95, al concluir esta última estaba organizado de la siguiente manera:
- Primera División:
  - Cuartel Maestre de División (Cuartel General de División)
    - Primera Brigada:
      - Regimiento de Infantería Baracoa
      - Regimiento de Infantería Maisí

    - Segunda Brigada:
      - Cuartel Maestre de Brigada (Cuartel General de Brigada)
      - Regimiento de Infantería Hatuey
      - Regimiento de Infantería Guantánamo

    - Tercera Brigada:
      - Cuartel Maestre de Brigada (Cuartel General de Brigada)
      - Regimiento de Infantería Sagua
      - Regimiento de Infantería Mayarí
- Segunda División:
  - Cuartel Maestre de División (Cuartel General de División)
    - Primera Brigada:
      - Cuartel Maestre de Brigada (Cuartel General de Brigada)
      - Regimiento de Infantería Baconao
      - Regimiento de Infantería José Maceo

    - Segunda Brigada:
      - Cuartel Maestre de Brigada (Cuartel General de Brigada)
      - Regimiento de Infantería Cauto Abajo
      - Regimiento de Infantería Moncada
      - Regimiento de Caballería Santiago

    - Tercera Brigada:
      - Cuartel Maestre de Brigada (Cuartel General de Brigada)
      - Regimiento de Infantería Cambute
      - Regimiento de Infantería Cuba

### Segundo Cuerpo
El Segundo Cuerpo del Ejército Libertador se constituyó en la Guerra de los Diez Años y estuvo activo hasta finalizar la Guerra del 95, teniendo como bases de operaciones la provincia de Santiago de Cuba. Al concluir la Guerra Necesaria estaba organizado de la siguiente manera:
- Cuartel Maestre de Cuerpo (Cuartel General del Cuerpo)
- Excedentes (Cuartel General del Cuerpo)
  - Primera División del Segundo Cuerpo:
    - Cuartel Maestre de División (Cuartel General de División)
      - Primera Brigada:
        - Cuartel Maestre de Brigada (Cuartel General de Brigada)
        - Regimiento de Caballería Manzanillo
        - Regimiento de Infantería Yara
        - Regimiento de Infantería Excedentes

      - Segunda Brigada:
        - Cuartel Maestre de Brigada (Cuartel General de Brigada)
        - Regimiento de Infantería Gua
        - Regimiento de Infantería Vicana

  - Segunda División del Segundo Cuerpo:
    - Cuartel Maestre de División (Cuartel General de División)
      - Primera Brigada:
        - Cuartel Maestre de Brigada (Cuartel General de Brigada)
        - Regimiento de Infantería Jiguani
        - Regimiento de Infantería Baire
        - Regimiento de Infantería Santa Rita
        - Regimiento de Caballería Patria

      - Segunda Brigada:
        - Cuartel Maestre de Brigada (Cuartel General de Brigada)
        - Regimiento de Infantería Céspedes
        - Regimiento de Infantería Bayamo

  - Tercera División del Segundo Cuerpo:
    - Cuartel Maestre de División (Cuartel General de División)
      - Primera Brigada:
        - Cuartel Maestre de Brigada (Cuartel General de Brigada)
        - Regimiento de Infantería Martí
        - Regimiento de Infantería Ocujal

      - Segunda Brigada:
        - Cuartel Maestre de Brigada (Cuartel General de Brigada)
        - Regimiento de Infantería Tunas
        - Regimiento de Caballería Federación

  - Cuarta División del Segundo Cuerpo:
    - Cuartel Maestre de División (Cuartel General de División)
      - Primera Brigada:
        - Cuartel Maestre de Brigada (Cuartel General de Brigada)
        - Regimiento de Infantería Holguín

      - Segunda Brigada:
        - Cuartel Maestre de Brigada (Cuartel General de Brigada)
        - Regimiento de Infantería Tacajo
        - Regimiento de Infantería Oriente

### Tercer Cuerpo
El Tercer Cuerpo del Ejército Libertador se constituyó en la Guerra de los Diez Años y estuvo activo hasta finalizar la Guerra del 95, teniendo como bases de operaciones la provincia de Puerto Príncipe. Al concluir la Guerra Necesaria estaba organizado de la siguiente manera:
- Cuartel Maestre de Cuerpo (Cuartel General del Cuerpo)
- Cuartel Maestre de Cuerpo (Administración Militar)
  - Primera División del Tercer Cuerpo:
    - Cuartel Maestre de División (Cuartel General de División)
    - Cuartel Maestre de División (Inspección de Costas)
    - Cuartel Maestre de División (Administración Militar)
      - Primera Brigada:
        - Cuartel Maestre de Brigada (Cuartel General de Brigada)
        - Regimiento de Caballería Camagüey
        - Regimiento de Caballería Eduardo
        - Regimiento de Infantería Jacinto

  - Segunda División del Tercer Cuerpo:
    - Cuartel Maestre de División (Cuartel General de División)
    - Cuartel Maestre de División (Inspección de Costas)
    - Cuartel Maestre de División (Administración Militar)
      - Primera Brigada:
        - Cuartel Maestre de Brigada (Cuartel General de Brigada)
        - Regimiento de Caballería Caonao
        - Regimiento de Guerrilla de la Dinamita
        - Regimiento de Infantería Gómez
        - Regimiento de Caballería Agramonte
        - Regimiento de Infantería Oscar Primelles

      - Brigada Trocha:
        - Cuartel Maestre de Brigada (Cuartel General de Brigada)
        - Regimiento de Caballería Zayas
        - Regimiento de Infantería Aranguren

### Cuarto Cuerpo
En los primeros días de agosto de 1895, se comienza la organización militar de las fuerzas que operan en Las Villas contras los españoles, nace así el Cuarto Cuerpo del Ejército Libertador con el Mayor General Carlos Roloff al frente del mismo con la siguiente estructura:
- Cuartel Maestre de Cuerpo (Cuartel General del Cuerpo)
  - Regimiento Guerrilla de Beloso
  - Regimiento Expedicionario Maine
  - Primera División del Cuarto Cuerpo:
    - Primera Brigada (Zona de operaciones: Sancti Spiritus):
      - Cuartel Maestre de Brigada (Cuartel General de Brigada)
      - Regimiento de Caballería Honorato
      - Regimiento de Caballería Martí
      - Regimiento de Caballería Castillo
      - Regimiento de Infantería Atollaosa
      - Regimiento de Caballería Máximo Gómez
      - Regimiento de Caballería Sancti Spirítus
      - Regimiento de Infantería Serafín Sánchez

    - Segunda Brigada (Zona de operaciones: Remedios):
      - Cuartel Maestre de Brigada (Cuartel General de Brigada)
      - Regimiento de Caballería Narciso López
      - Regimiento de Caballería Victoria
      - Regimiento de Infantería Cazadores de Remedios
      - Regimiento de Artillería de Remedios
      - Regimiento de Caballería Platero

    - Tercera Brigada (Zona de operaciones: Trinidad):
      - Cuartel Maestre de Brigada (Cuartel General de Brigada)
      - Regimiento de Infantería Primero de Trinidad
      - Regimiento de Infantería Segundo de Trinidad

  - Segunda División del Cuarto Cuerpo:
    - Cuartel Maestre de División (Cuartel General de División)
    - Primera Brigada (Zona de operaciones: Villa Clara)
      - Cuartel Maestre de Brigada (Cuartel General de Brigada)
      - Regimiento de Infantería Libertad
      - Regimiento de Caballería Zayas
      - Regimiento de Caballería Villa Clara

    - Segunda Brigada (Zona de operaciones: Cienfuegos)
      - Cuartel Maestre de Brigada (Cuartel General de Brigada)
      - Regimiento de Infantería Gómez
      - Regimiento de Infantería Yaguaramas
      - Regimiento de Guerrilla Escuadrón Volante
      - Regimiento de Caballería Cienfuegos

    - Tercera Brigada (Zona de operaciones: Sagua la Grande)
      - Cuartel Maestre de Brigada (Cuartel General de Brigada)
      - Regimiento de Caballería Torres
      - Regimiento de Caballería Robau
      - Regimiento de Infantería General Carrillo
- Como parte de la organización se establece el Cuerpo de Sanidad Militar por el Dr. Fermín Valdés Domínguez.

### Quinto Cuerpo
Una vez finalizada la Invasión a Occidente comienza la reestructuración del Ejército Libertador quedando constituido el Quinto Cuerpo del mismo, que operaría en las provincias de Matanzas y Habana, de la siguiente manera:
- Cuartel Maestre de Cuerpo (Cuartel General del Cuerpo)
  - Escolta del Gobernador Civil
  - Primera División del Quinto Cuerpo:
    - Primera Brigada:
      - Cuartel Maestre de Brigada (Cuartel General de Brigada)
      - Regimiento de Infantería Cárdenas
      - Regimiento de Caballería Colón

    - Segunda Brigada:
      - Cuartel Maestre de Brigada (Cuartel General de Brigada)
      - Regimiento de Caballería Estrada Palma
      - Regimiento de Infantería Manjuari

    - Tercera Brigada:
      - Cuartel Maestre de Brigada (Cuartel General de Brigada)
      - Regimiento de Infantería Matanzas
      - Regimiento de Infantería Betances

  - Segunda División del Quinto Cuerpo:
    - Primera Brigada:
      - Cuartel Maestre de Brigada (Cuartel General de Brigada)
      - Regimiento de Caballería Habana
      - Regimiento de Infantería Habana

    - Segunda Brigada:
      - Cuartel Maestre de Brigada (Cuartel General de Brigada)
      - Regimiento de Caballería Adolfo del Castillo
      - Regimiento de Caballería General Mayía
      - Regimiento de Infantería Francisco Gómez
      - Regimiento de Caballería Alejandro Rodríguez

    - Tercera Brigada:
      - Cuartel Maestre de Brigada (Cuartel General de Brigada)
      - Regimiento de Caballería Goicuria
      - Regimiento de Infantería Goicuria

    - Cuarta Brigada:
      - Cuartel Maestre de Brigada (Cuartel General de Brigada)
      - Regimiento de Infantería Tiradores de Maceo
      - Regimiento de Infantería Tiradores de Mayía
      - Regimiento de Infantería Palos
      - Regimiento de Infantería Calixto García

### Sexto Cuerpo
Una vez finalizada la Invasión a Occidente comienza la reestructuración del Ejército Libertador quedando constituido el Sexto Cuerpo del mismo, que operaría en la Provincia de Pinar del Río, de la siguiente manera:
- Cuartel Maestre de Cuerpo (Cuartel General del Cuerpo)
  - Primera División del Sexto Cuerpo:
    - Primera Brigada:
      - Cuartel Maestre de Brigada (Cuartel General de Brigada)
      - Regimiento de Infantería Maceo
      - Regimiento de Infantería Aguilera

    - Segunda Brigada:
      - Cuartel Maestre de Brigada (Cuartel General de Brigada)
      - Regimiento de Infantería Invasor Villareño
      - Regimiento de Infantería Gómez

  - Segunda División del Sexto Cuerpo:
    - Primera Brigada:
      - Cuartel Maestre de Brigada (Cuartel General de Brigada)
      - Regimiento de Infantería Pedro Díaz
      - Regimiento de Infantería Roloff

    - Segunda Brigada:
      - Cuartel Maestre de Brigada (Cuartel General de Brigada)
      - Regimiento de Infantería José María Rodríguez
      - Regimiento de Infantería Vidal Ducasse

## Generalato del Ejército Mambí (1868-1899)
Nota: Lista ordenada cronológicamente por ascensos.

### Mayores generales nombrados durante la Guerra de los Diez Años (1868-1878)
- Máximo Gómez Báez (1868). Dominicano. Fallecido en Cuba en 1905.
- Carlos Manuel de Céspedes del Castillo (1868). Caído en combate en 1874.
- Modesto Díaz Álvarez (1868). Dominicano. Fallecido en su país en 1892.
- Francisco Maceo Osorio (1868). Fallecido en 1873.
- Donato Mármol Tamayo (1868). Fallecido en 1870.
- Manuel de Quesada Loynaz (1868). Fallecido en el exilio en 1884.
- Augusto Arango Agüero (1868). Caído en combate en 1869.
- Ignacio Eduardo Agramonte y Loynaz (1869). Caído en combate en 1873.
- Pedro "Perucho" Figueredo Cisneros (1869). Fusilado por los españoles en 1870.
- Luis Jerónimo Marcano Álvarez (1869). Dominicano. Asesinado en 1870.
- Carlos Roloff Mialofsky (1869). Polaco. Fallecido en 1907.
- Juan Jerónimo Díaz de Villegas Rodríguez (1869). Fallecido en el exilio en 1888.
- Vicente García González (1869). Asesinado en el exilio en 1886.
- Carlos Adolfo Fernández Cavada Howard (1869). Fallecido en 1871.
- Miguel Jerónimo Gutiérrez Hurtado de Mendoza (1869). Asesinado en 1871.
- Federico Eduardo Isidro Fernández Cavada Howard (1869). Fusilado por los españoles en 1871.
- Salomé Hernández Villegas (1869). Venezolano. Fallecido en 1871.
- Thomas Jordan (1869). Estadounidense. Renunció en 1870.
- Antonio Lorda Ortegosa (1869). Fallecido en 1870.
- Julio Grave de Peralta Zayas-Bazán (1869). Caído en combate en 1872.
- Francisco Vicente Aguilera Tamayo (1870). Fallecido en el exilio en 1877.
- Mateo Casanova Jiménez (1870). Fusilado por los españoles en 1871.
- Manuel Boza Agramonte (1870). Caído en combate en 1871.
- Manuel María Garrido Páez (1871). Venezolano. Renunció en 1873. Falleció en su país.
- Ramón Calixto García Iñiguez (1872). Capturado y deportado en 1874. Nombrado lugarteniente general en 1896. Falleció en 1898.
- Julio Sanguily Garrite (1872). Capturado en 1895. Fallecido en 1906.
- Francisco Villamil (1872). Gallego. Fallecido en 1873.
- José Miguel Barreto Pérez (1873). Venezolano. Capturado y deportado en 1877. Falleció en su país en 1900.
- Luis Figueredo Cisneros (1873). Fallecido en el exilio a inicios del siglo XX.
- Francisco Javier de Céspedes del Castillo (1873). Fallecido en 1903.
- Manuel de Jesús "Titá" Calvar Oduardo (1873). Fallecido en el exilio en 1895.
- José Antonio de la Caridad Maceo Grajales (1877). Nombrado lugarteniente general en 1895. Caído en combate en 1896.

### Mayores generales nombrados durante la Guerra Chiquita (1879-1880)
- Guillermo José "Guillermón" Moncada Veranes (1879). Fallecido en 1895.
- Serafín Gualberto Sánchez Valdivia (1879). Caído en combate en 1896.
- Limbano Sánchez Rodríguez (1880). Caído en combate o asesinado en 1885.

### Mayores generales nombrados durante la Guerra Necesaria (1895-1898)
- Félix Francisco "Paquito" Borrero Lavadí (1895). Caído en combate en 1895.
- Bartolomé Masó Márquez (1895). Fallecido en 1907.
- José Julián Martí Pérez (1895). Caído en combate en 1895.
- José Marcelino Maceo Grajales (1895). Caído en combate en 1896.
- Francisco Carrillo Morales (1896). Fallecido en 1926.
- José María Timoteo Aguirre Valdés (1896). Fallecido en 1896. Ascendido póstumamente.
- Juan Rius Rivera (1896). Puertorriqueño. Fallecido en Honduras en 1924.
- José María "Mayía" Rodríguez Rodríguez (1896). Fallecido en 1903.
- Juan Bruno Zayas Alfonso (1896). Caído en combate en 1896.
- Manuel Suárez Delgado (1896). Canario. Fallecido en 1917.
- Jesús "Rabí" Sablón Moreno (1896). Fallecido en 1915.
- José Manuel Capote Sosa (1897). Fallecido en 1934.
- Pedro Antonio Díaz Molina (1897). Fallecido en 1924.
- Francisco Varona González "Pancho" (1897). Fallecido en 1899.
- Pedro Estanislao Betancourt Dávalos (1898). Fallecido en 1933.
- Agustín Cebreco Sánchez (1898). Fallecido en 1924.
- Aurelio Mario Gabriel Francisco García Menocal Deop (1898). Presidente de Cuba (1913-1921). Fallecido en 1941.
- Javier de la Vega Basulto (1898). Fallecido en 1934.
- José Miguel Gómez Gómez "Tiburón" (1898). Presidente de Cuba (1909-1913). Fallecido en 1921.
- Salvador Hernández Ríos (1898). Fallecido en 1925.
- Pedro Agustín "Periquito" Pérez Pérez (1898). Fallecido en 1914.
- Andrés Moreno de la Torre (1898). Fallecido en la década de 1930.

### Mayor general nombrado después de la Guerra Necesaria (1899)
- Francisco Adolfo "Flor" Crombet Tejera (1899). Caído en combate en 1895. Ascendido póstumamente.

### Generales de división del Ejército Libertador (solamente en la Guerra Necesaria)
Nota: Lista incompleta.
- José Ramón Leocadio Bonachea Hernández (1879). Fusilado por el enemigo en 1885.
- Quintín Bandera Betancourt (189?). Asesinado en 1906.
- José Miró Argenter (189?). Español. Fallecido en 1925.
- Alejandro Rodríguez Velazco (189?). Fallecido en 1915.
- Juan Francisco Fernández Ruz (1896). Fallecido en 1896.
- José Lacret Morlot (1896). Fallecido en 1904.
- Matías Vega Alemán (1896). Español. Fallecido en 1906.
- Pedro Antonio Díaz Molina (1896). Fallecido en 1924.
- Avelino Rosas Córdoba (1897). Colombiano. Fallecido en 1901 en su país.
- José de Jesús "Chucho" Monteagudo Valdés (189?). Fallecido en 1914.
- Demetrio Castillo Duany (1898). Fallecido en 1922.
- José González Planas (1898). Fallecido en 1901.
- Eduardo García Vigoa (1898). Fallecido en 1926.
- Juan Emilio de la Caridad Núñez Rodríguez (1898). Fallecido en 1922.
- Rafael Rodríguez Agüero (1898). Fallecido en 1905.
- Rafael Portuondo Tamayo (1898). Fallecido en 1908.
- Luis de Feria Garayalde (1898). Fallecido en 1913.
- Lope Recio Loynaz (1898). Fallecido en 1927.
- Juan Eligio Ducasse Revee (1898). Fallecido en 1939.
- Francisco Sánchez Hechavarría (1898). Fallecido en 1902.
- Francisco Estrada Estrada (189?). Fallecido en 1928.

### Generales de Brigada nombrados durante la Guerra de los Diez Años (1868-1878)
Nota: Lista incompleta.
- Ramón Ortuño Rodríguez (1868). Caído en combate en 1870.
- Francisco Marcano Álvarez (1868). Dominicano. Fusilado por los españoles en 1870.
- Delfín Aguilera Cruz (1868). Fusilado por los españoles en 1869.
- Guillermo Lorda Ortegosa (1869). Fusilado por los españoles en 1871.
- Jaime Santiestéban Garcini (1869). Traicionó la causa independentista en 1877. Fallecido en 1897.
- Ángel del Castillo Agramonte (1869). Caído en combate en 1869.
- Domingo Agripino Goicuría Cabrera (1869). Ejecutado por los españoles en 1870.
- Eduardo Mármol Ballagas (1869). Fusilado por los españoles en 1871.
- Honorato Andrés del Castillo Cancio. (1869). Caído en combate en 1869.
- José María Aurrecoechea Irigoyen (1869). Venezolano. Fusilado por los españoles en 1870.
- Jesús Rodríguez Aguilera (1869). Fallecido en 1915.
- José Sabino Caillet (1869). Caído en combate en 1871.
- Fernando Fornaris y Céspedes (187?). Ejecutado por los españoles en 1875.
- Bernabé Varona Borrero "Bembeta" (1870). Ejecutado por los españoles en 1873.
- José Inclán Risco (1870). Mexicano. Ejecutado por los españoles en 1872.
- Miguel Bravo Sentíes (1871). Fallecido en 1881.
- Francisco Vega Espinosa (187?). Caído en combate en 1874.
- Manuel Agramonte Porro (1872). Traicinó la causa independentista en 1872.
- José de Jesús Pérez de la Guardia (1872). Caído en combate en 1878.
- Francisco Muñoz Rubalcava (1873). Ejecutado por los españoles en 1873.
- Henry Reeve "El inglesito" (1873). Estadounidense. Caído en combate en 1876.
- Gabriel González Galbán (1873). Mexicano. Fallecido en su país en 1928.
- Marcos García Castro (1874). Traicionó la causa independentista en 1878.
- Gregorio Benítez Pérez (1875). Asesinado en 1880.
- Cecilio González Blanco (187?). Asesinado en 1880.
- Francisco Jiménez Cortés "Pancho" (1877). Asesinado en 1879.
- Arcadio Leyte-Vidal (1878). Asesinado en 1879.
- Leonardo Mármol Tamayo (1878). Fallecido en 1886.
- Silverio del Prado Pacheco (1878). Fallecido en el exilio en 1883.
- Belisario Grave de Peralta (1878). Fallecido en el exilio.
- José Sacramento "Payito" León Rivero (1878). Fallecido en 1884.
- Modesto Fonseca Milán (1878). Fallecido después de 1915.

### Generales de Brigada nombrados durante la Guerra Chiquita (1879-1880)
- Pío Rosado Lorié (1879). Fusilado por los españoles en 1880.
- Rafael Maceo Grajales "Cholón" (1880). Fallecido en prisiones españolas en 1882.

### Generales de Brigada nombrados después de la Guerra Chiquita
- Carlos Agüero Fundora (1884). Caído en combate en 1885.

### Generales de Brigada nombrados durante la Guerra Necesaria (1895-1898)
Nota: Lista incompleta.
- Alfonso Goulet Goulet (1895). Caído en combate en 1895.
- Cornelio Rojas Hurtado (1895). Fallecido en 1921.
- Ángel Guerra Porro (1895). Caído en combate en 1896.
- Dionisio Gil de la Rosa (1895). Dominicano. Asesinado en 1899.
- Esteban Tamayo y Tamayo (1895). Caído en combate en 1896.
- José Joaquín Castillo Duany (1895). Fallecido en París en 1902.
- Eugenio Sánchez Agramonte (1895). Fallecido en 1933.
- Juan Ramón Benítez Domínguez (1895). Fallecido en 1902.
- Eugenio Molinet Amorós (1896). Fallecido en 1959.
- Carlos Agüero García (1896). Fallecido en 1939.
- Enrique Collazo Tejada (1896). Fallecido en 1921.
- Carlos María de Rojas Cruzat (1896). Fallecido en 1945.
- Joaquín Castillo López (1896). Fallecido en 1920.
- Pedro Záez Yañes (1896). Fallecido en 1908.
- Vicente Pujals Puente (1896). Fallecido en 1901.
- Vidal Ducasse Revee (1896). Caído en combate en 1898.
- José Braulio Alemán Urquía (1896). Fallecido en 1930.
- Domingo Méndez-Capote (1897). Fallecido en 1934.
- Luis Bonne Bonne (1897). Fallecido en 1917.
- Alberto Rodríguez Acosta (1897). Caído en combate en 1897.
- José Reyes Arencibia (189?). Fallecido en 1939.
- Carlos García Vélez (189?). Hijo de Calixto García Íñiguez. Fallecido en 1963.
- Guillermo Acevedo Villamil (189?). Fallecido en 1912.
- Lino Pérez Muñoz (189?). Fallecido en 1906.
- Armando Sánchez Agramonte (1898). Fallecido en 1938.
- Baldomero Acosta Acosta (1898). Fallecido en 1943.
- Bernabé Boza Sánchez (1898). Fallecido en 1908.
- Bernardo Camacho Olazagasti (1898). Fallecido en 1918.
- Calixto García Enamorado (1898). Hijo de Calixto García Íñiguez. Fallecido en 1951.
- Daniel Gispert García (1898). Fallecido en 1964.
- Enrique Loynaz del Castillo (1898). Fallecido en 1963.
- Francisco Higinio Peraza Delgado (1898). Asesinado en 1931.
- Francisco Leyte Vidal Inarra (1898). Fallecido en 1928.
- Gerardo Machado Morales (1898). Dictador de Cuba (1925-1933). Fallecido en el exilio en 1939.
- José Fernández de Castro Céspedes (1898). Fallecido en 1916.
- José Joaquín Sánchez Valdivia (1898). Fallecido en 1939.
- Juan Bravo Pérez (1898). Fallecido en 1925.
- Juan Pablo Cebreco Sánchez (1898). Fallecido en 1930.
- Manuel Francisco Alfonso Seijas (1898). Fallecido en 1924.
- Tomás Collazo Tejada (1898). Fallecido en 1924.
- Pedro Delgado Carcache (1898). Fallecido en 1912.

### Generales de Brigada nombrados después de la Guerra Necesaria (1899)
- Adolfo Peña Rodríguez (1899). Colombiano. Caído en su país durante la Guerra de los mil días en 1901.
- Francisco de Paula Valiente Portuondo (1899). Ascendido tras el fin de la guerra. Fallecido en 1937.
- Juan Monzón López-Arcos (1899). Ascendido tras el fin de la guerra. Fallecido en 1911.

### Coroneles y Teniente coroneles destacados
Nota: Lista incompleta.
- Juan Hall Figueredo (1869). Traicionó la causa independentista en 1871. Sospechoso del asesinato de Luis Marcano.
- Juan Bautista Spotorno Georovich (1870). Traicionó la causa independentista en 1878. Fallecido en 1917.
- William O'Ryan (1870). Canadiense. Fusilado por los españoles en 1873.
- Félix María Marcano Álvarez (1873). Fallecido en 1915.
- Miguel Maceo Grajales (187?). Caído en combate en 1874.
- Manuel Antonio Sanguily Garrite (1876). Fallecido en 1925.
- Enrique Loret de Mola (1876). Fallecido en 1915.
- José Tomás Maceo Grajales (187?). Fallecido en 1917.
- Leoncio Vidal Caro (1895). Caído en combate en 1896.
- Juan Evangelista Delgado González (1897). Caído en combate en 1898.
- Simón Reyes Hernández (1897). Asesinado en 1913.
- Gonzalo Capote Sosa (1897). Fecha de fallecimiento desconocida.
- Carlos Manuel de Céspedes y Quesada (1898). Presidente provisional de Cuba en 1933. Fallecido en 1939.
- Carlos Mendieta Montefur (1898). Presidente provisional de Cuba (1934-1935). Fallecido en 1960.
- Federico Laredo Brú (1898). Presidente de Cuba (1936-1940). Fallecido en 1946.